# Amir Blumenfeld
Amir Shmuel Blumenfeld es un escritor, comediante, actor y anfitrión que nació el 18 de enero de 1983 en Afula, Israel. Es famoso por sus talentos cómicos, los cuales presenta en la serie en Internet Jake y Amir. Trabaja para CollegeHumor, un sitio que tiene literatura y vídeos cómicos, y en el que se encuentran Jake y Amir y otras series de vídeos en los que aparece. Amir también aparece en otro programa en MTV, Pranked, con su coanfitrión Streeter Seidell. También escribe artículos para ESPN.

## Vida Antes de CollegeHumor
Amir Schmuel Blumenfeld nació el 18 de enero de 1983 en Afula, Israel. Se trasladó a los Estados Unidos cuando era joven, y habla tanto hebreo como inglés fluidamente. Asistió a la Universidad de California en Berkeley.